# Turmhügel Engleshof
Der Turmhügel Engleshof ist eine abgegangene mittelalterliche Turmhügelburg (Motte), rund 125 Meter östlich von Engleshof, einem Gemeindeteil der Gemeinde Pirk im oberpfälzischen Landkreis Neustadt an der Waldnaab in Bayern. Die Anlage wird als Bodendenkmal unter der Aktennummer D-3-6339-0011 als „mittelalterlicher Turmhügel“ geführt.

## Geschichte
Engleshof, das bis 1875 Engelshof hieß, war Lehen der Landgrafen von Leuchtenberg. Von 1276 bis 1442 sind Herren von Engelshofen in der Landgrafschaft Leuchtenberg nachweisbar. Am 21. Dezember 1276 war Otto de Egelshove Zeuge in Pfreimd. Im ältesten Lehenbuch der Landgrafen von Leuchtenberg, angelegt um 1396/99, steht, dass Otto der Engelshofer das Dorf zu Engelshof und auch die Zehnten über dasselbe Dorf und weitere Lehen in der Umgebung (werden einzeln aufgezählt) zu Lehen hat. Martin von Engelshofen war der Letzte seiner Familie, der Engelshof als landgräflich-leuchtenbergisches Lehen erhalten hatte. Am 20. März 1441 fiel Engelshof als erledigtes Lehen an die Landgrafen von Leuchtenberg zurück. Daraus folgerte Illuminatus Wagner, dass die Familie von Engelshofen ausgestorben wäre, was jedoch nicht zutrifft. Ein Zweig der Familie hatte sich im Raum Neuburg/Donau niedergelassen. Berthold der Engelshofer zu Kalteneck (genannt 1367–1375) hat den Großen Brandbrief von 1374 mitgesiegelt. Am 20. April 1390 hatte Petz (= Peter) Engelshofer das Moos-Amt im Neuburger Gericht inne. Ab ca. 1430 sind Herren von Engelshofen im Landshuter Gericht Erding nachweisbar, als Richter in Erding, Dachau und Freising. Bis 1530 saßen sie nachweisbar zu Jettenstetten (Ortsteil von Taufkirchen an der Vils). Georg Engelshofer zu Jettenstetten kämpfte als Hauptmann im Bayerischen Erbfolgekrieg und gehörte nach dem Tod der Pfalzgräfin Elisabeth († 15. September 1504), Tochter Georgs des Reichen, Herzog von Bayern-Landshut, zur Landshuter Regierung. Ab der Mitte des 16. Jahrhunderts sind Herren von Engelshofen in württembergischen Diensten nachweisbar. Johann Christoph von Engelshofen († 1626) war fürstlich-württembergischer Geheimer Rat und Kanzler in Stuttgart. Die Familie führte ein sprechendes Wappen: in Blau auf goldenem Boden ein silber-bekleideter Engel mit goldenen Flügeln.
Es wurde ohne Angaben von Belegen vermutet, dass hier „früher die Engleshofer saßen, von denen die letzten Besitzer nach der Volksüberlieferung den großen jetzigen Kirchenwald der Pfarrei Luhe vermacht haben sollen. Die Anlage war früher durch den Gleitsbach und künstliche, heute eingeebnete Gräben geschützt.“

## Beschreibung
Nahe dem nördlichen Ufer des Gleitsbach liegt ein 3,5 Meter hoher pyramidenstumpfförmiger Erdhügel mit stark abgerundeten Ecken. Seine Basis misst 22 × 20 Meter. Auf der oberen Plattform befindet sich heute ein Garten. Die Ostseite des Hügels soll einst gegen das langsam ansteigende Gelände ein Graben geschützt haben, an dessen Stelle heute ein Arm des Gleitsbaches verläuft, auf der Talseite dürften sich einst Weiher oder Sumpf ausgedehnt haben.